# Brandon Vietti
Brandon Vietti (né en 1974 à Fresno, Californie) est un animateur, réalisateur et producteur américain. Il est principalement connu pour son travail sur des séries et films d'animation liés à l'univers de DC Comics, tels que Young Justice, Batman: Under the Red Hood et les films Watchmen: Chapter I & II.

## Biographie

### Formation et débuts
Brandon Vietti est diplômé de la Kubert School, une école spécialisée dans l'art de la bande dessinée et de l'animation. Il commence sa carrière en 1997 chez Warner Bros. Animation en tant qu'artiste de storyboard et concepteur de personnages sur The New Batman/Superman Adventures.

### Carrière
Vietti se fait remarquer en réalisant des épisodes de séries animées telles que The Batman et Batman: The Brave and the Bold. Pour son travail sur The Batman, il remporte un Emmy Award en 2006.
En 2010, il réalise le film d'animation Batman: Under the Red Hood, salué pour sa narration mature et sa qualité d'animation. En collaboration avec Greg Weisman, il co-développe et produit la série Young Justice, diffusée de 2010 à 2023, qui explore les aventures d'une équipe de jeunes super-héros de l'univers DC.
En 2024, Vietti réalise les deux volets de l'adaptation animée du roman graphique Watchmen de Alan Moore et Dave Gibbons. Ces films, Watchmen: Chapter I & II, sont salués pour leur fidélité à l'œuvre originale et leur approche cinématographique de l'animation.

## Filmographie

### Télévision
- The New Batman/Superman Adventures (1997) – Artiste de storyboard, concepteur de personnages
- The Batman (2004–2008) – Réalisateur
- Batman: The Brave and the Bold (2008–2011) – Réalisateur
- Young Justice (2010–2023) – Co-développeur, producteur, réalisateur

### Films d'animation
- 2007 : Superman : Le Crépuscule d'un dieu (Superman: Doomsday) – Coréalisateur
- 2010 : Batman et Red Hood : Sous le masque rouge (Batman: Under the Red Hood) – Réalisateur
- 2014 : Scooby-Doo et la Folie du catch (Scooby-Doo! Wrestlemania Mystery) – Réalisateur
- 2024 : Watchmen: Chapter I – Réalisateur, producteur
- 2024 : Watchmen: Chapter II – Réalisateur, producteur

## Distinctions
- Emmy Award (2006) : Meilleure réalisation dans un programme d'animation pour The Batman.